# Les Premiers Sapins
Les Premiers Sapins est, depuis le 1er janvier 2016, une commune nouvelle située dans le département du Doubs, la région culturelle et historique de Franche-Comté et la région administrative Bourgogne-Franche-Comté. Elle est créée par la fusion des communes de l'ex communauté de communes des Premiers Sapins. Ses habitants sont appelés les Primo-Sapinois.

## Géographie
Les différents villages sont situés sur le plateau d'Ornans entre 650 et 800 m d'altitude et sont bordés par des collines qui montent jusqu'à près de 1000 m. Cela explique la présence des premières forêts de sapins qui ont donné son nom à la nouvelle commune.
La première photo ci-dessous, prise depuis les vestiges du château de Cicon à 910 m d'altitude,  présente un point de vue sur une partie du territoire de la commune nouvelle. On découvre de droite à gauche : au premier plan, le village de Vanclans, au deuxième, celui de Nods, au troisième, celui de Chasnans et, sur la partie gauche de l'image, les forêts de sapins qui s'étagent sur les pentes des collines .

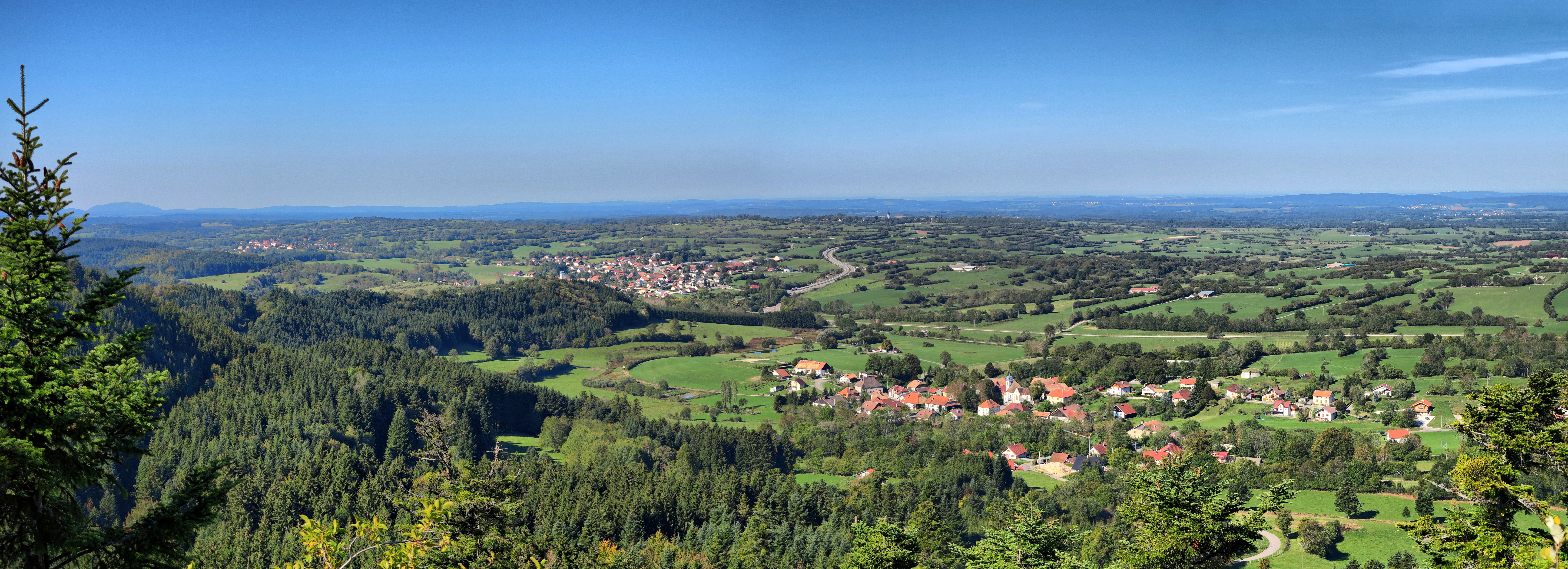
Panorama depuis les vestiges du château de Cicon.

La seconde photo  montre une partie des forêts de sapins avec, au centre droit, le point culminant de la commune à 978m d'altitude.

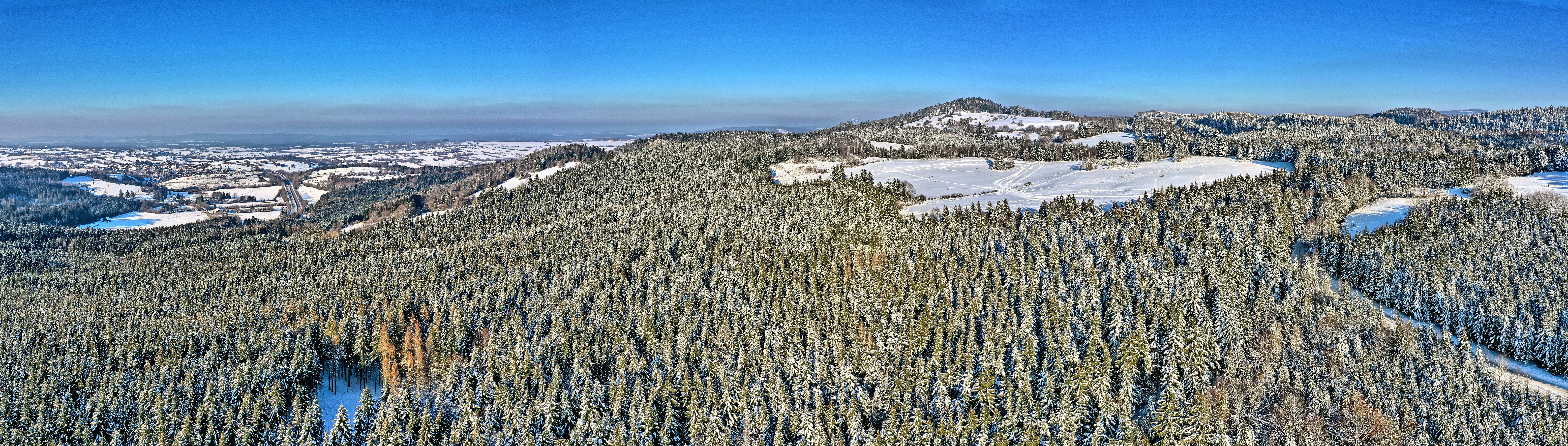
Panorama sur les forêts de sapins enneigés au-dessus de Nods et Vanclans.

### Climat
Pour des articles plus généraux, voir Climat de la Bourgogne-Franche-Comté et Climat du Doubs.
En 2010, le climat de la commune est de type climat de montagne, selon une étude du Centre national de la recherche scientifique s'appuyant sur une série de données couvrant la période 1971-2000. En 2020, Météo-France publie une typologie des climats de la France métropolitaine dans laquelle la commune est exposée à un climat de montagne ou de marges de montagne et est dans la région climatique  Jura, caractérisée par une forte pluviométrie en toutes saisons (1 000 à 1 500 mm/an), des hivers rigoureux et un ensoleillement médiocre. 
Pour la période 1971-2000, la température annuelle moyenne est de 8,2 °C, avec une amplitude thermique annuelle de 16,7 °C. Le cumul annuel moyen de précipitations est de 1 422 mm, avec 13,6 jours de précipitations en janvier et 11 jours en juillet. Pour la période 1991-2020, la température moyenne annuelle observée sur la station météorologique de Météo-France la plus proche, « Épenoy », sur la commune d'Épenoy à 5 km à vol d'oiseau, est de 9,2 °C et le cumul annuel moyen de précipitations est de 1 363,0 mm. 
La température maximale relevée sur cette station est de 36,4 °C, atteinte le 7 août 2003 ; la température minimale est de −18,8 °C, atteinte le 5 février 2012,,. 
Les paramètres climatiques de la commune ont été estimés pour le milieu du siècle (2041-2070) selon différents scénarios d'émission de gaz à effet de serre à partir des nouvelles projections climatiques de référence DRIAS-2020. Ils sont consultables sur un site dédié publié par Météo-France en novembre 2022.

## Urbanisme

### Typologie
Au 1er janvier 2024, Les Premiers Sapins est catégorisée commune rurale à habitat dispersé, selon la nouvelle grille communale de densité à 7 niveaux définie par l'Insee en 2022.
Elle est située hors unité urbaine et hors attraction des villes,.

## Histoire
Créée le 1er janvier 2016 par un arrêté préfectoral du 30 novembre 2015, elle est issue de la transformation en commune de la communauté de communes des Premiers Sapins qui est dissoute. Elle est composée d'Athose, Chasnans, Hautepierre-le-Châtelet, Nods, Rantechaux et Vanclans qui sont des communes déléguées de la commune nouvelle, dont le siège est à Nods.
Le 1er janvier 2017, la commune a été rattachée à la communauté de communes du Pays de Pierrefontaine-Vercel qui est renommée en mai 2017 : communauté de communes des Portes du Haut-Doubs.

## Politique et administration

### Administration territoriale
Située dans l'arrondissement de Pontarlier, Les Premiers Sapins fait partie du canton de Valdahon.

### Communes déléguées
| Nom                     | Code Insee | Intercommunalité       | Superficie (km2) | Population (dernière pop. légale) | Densité (hab./km2) |
| ----------------------- | ---------- | ---------------------- | ---------------- | --------------------------------- | ------------------ |
| Nods (siège)            | 25424      | CC des Premiers Sapins | 11,78            | 591 (2013)                        | 50                 |
| Athose                  | 25028      | CC des Premiers Sapins | 7,63             | 181 (2013)                        | 24                 |
| Chasnans                | 25128      | CC des Premiers Sapins | 7,87             | 269 (2013)                        | 34                 |
| Hautepierre-le-Châtelet | 25302      | CC des Premiers Sapins | 9,61             | 110 (2013)                        | 11                 |
| Rantechaux              | 25480      | CC des Premiers Sapins | 5,71             | 183 (2013)                        | 32                 |
| Vanclans                | 25585      | CC des Premiers Sapins | 9,60             | 210 (2013)                        | 22                 |

### Administration municipale
Jusqu'aux élections municipales de 2020, le conseil municipal est constitué de 58 conseillers municipaux issus des conseils des anciennes communes. La première réunion a lieu le 9 janvier 2016 avec l'élection du maire, Pierre-François Bernard, par 40 voix sur 57. Le bureau se compose de quatre maires délégués, Véronique Mercier de Chasnans, Didier Cachot d’Athose, Alexandre Cointet de Nods et Jean-Marie Tarby de Vanclans ; de deux maires délégués et adjoints, Isabelle Nicod d’Hautepierre-le-Châtelet et Thierry Defontaine de Rantechaux, ainsi que de deux adjoints, Marie Arbelet d’Athose et Pierre-Antoine Ballot de Nods.

### Liste des maires
| Période        | Période                   | Identité                                               | Étiquette | Qualité |
| -------------- | ------------------------- | ------------------------------------------------------ | --------- | ------- |
| 9 janvier 2016 | En cours (au 31 mai 2020) | Pierre-François Bernard Réélu pour le mandat 2020-2026 |           |         |

## Population et société

### Démographie
L'évolution du nombre d'habitants est connue à travers les recensements de la population effectués dans la commune depuis sa création.

En 2022, la commune comptait 1 576 habitants, en évolution de +0,96 % par rapport à 2016 (Doubs : +1,88 %, France hors Mayotte : +2,11 %).
| 2014  | 2019  | 2022  |
| ----- | ----- | ----- |
| 1 519 | 1 544 | 1 576 |

## Culture locale et patrimoine

### Lieux et monuments

_______________________Athose ___________________________
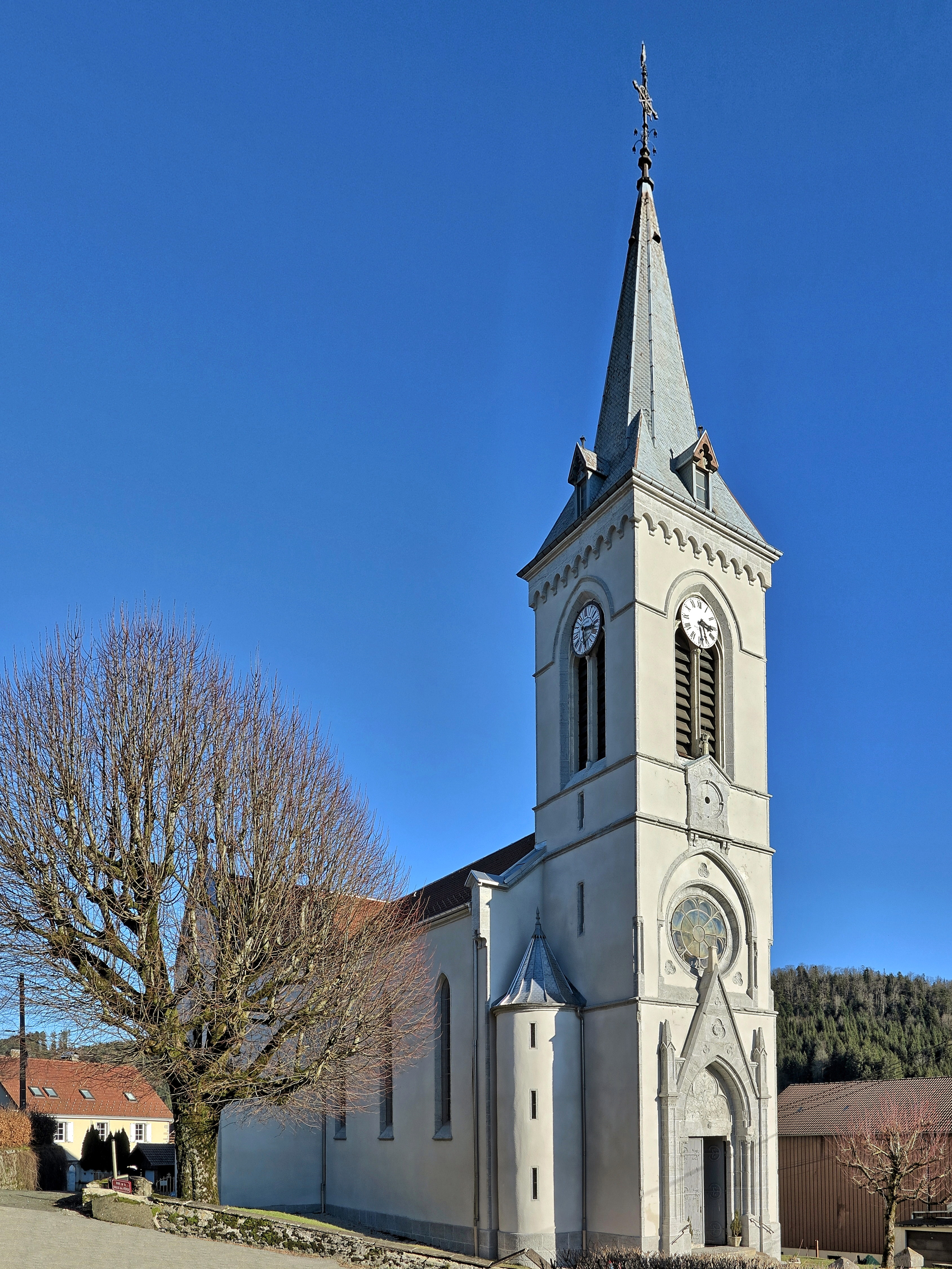
L'église d'Athose.
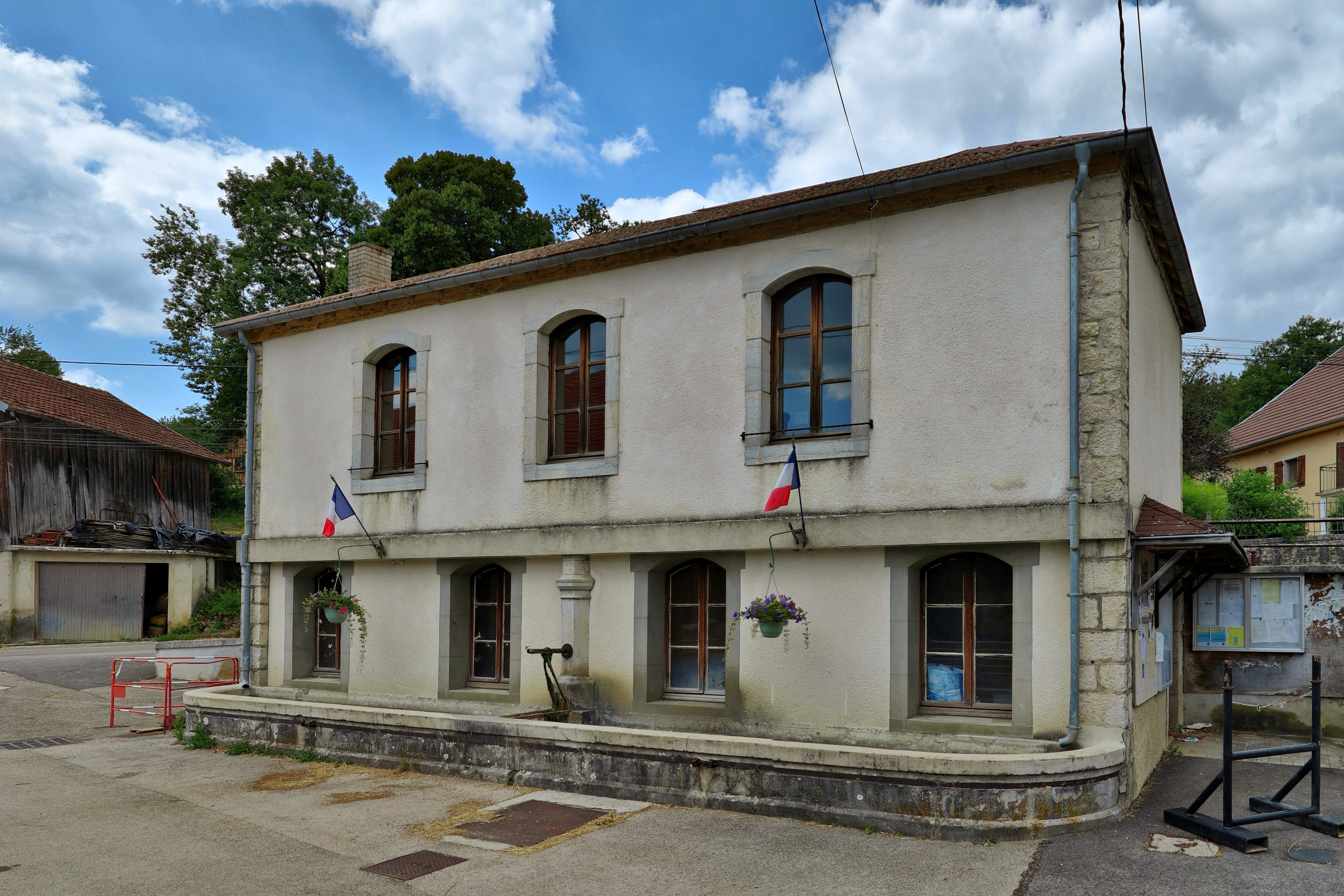
La mairie-fontaine-abreuvoir d'Athose.
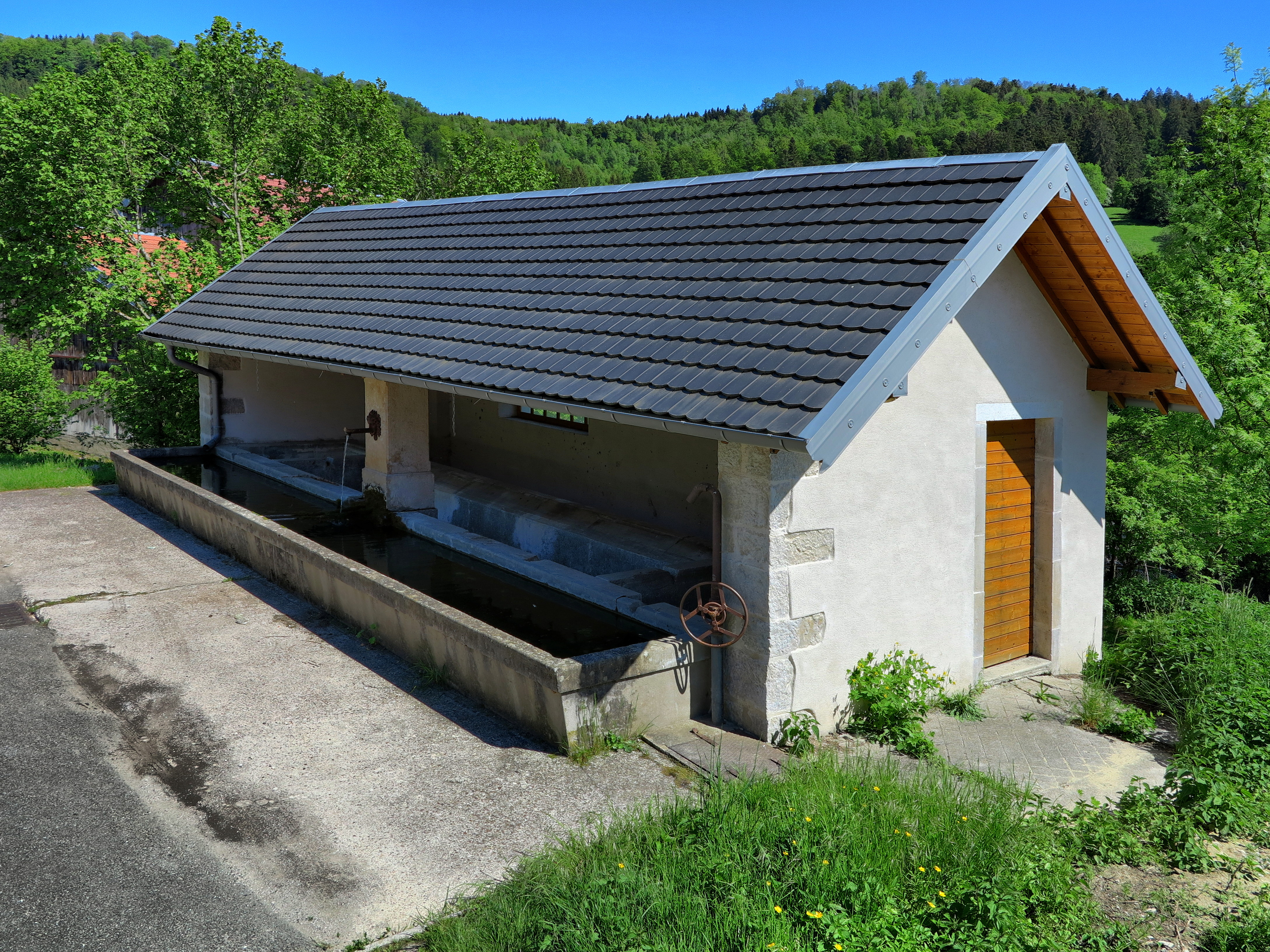
Le lavoir-abreuvoir d'Athose.

_______Chasnans________ ____________Hautepierre-le-Châtelet____________
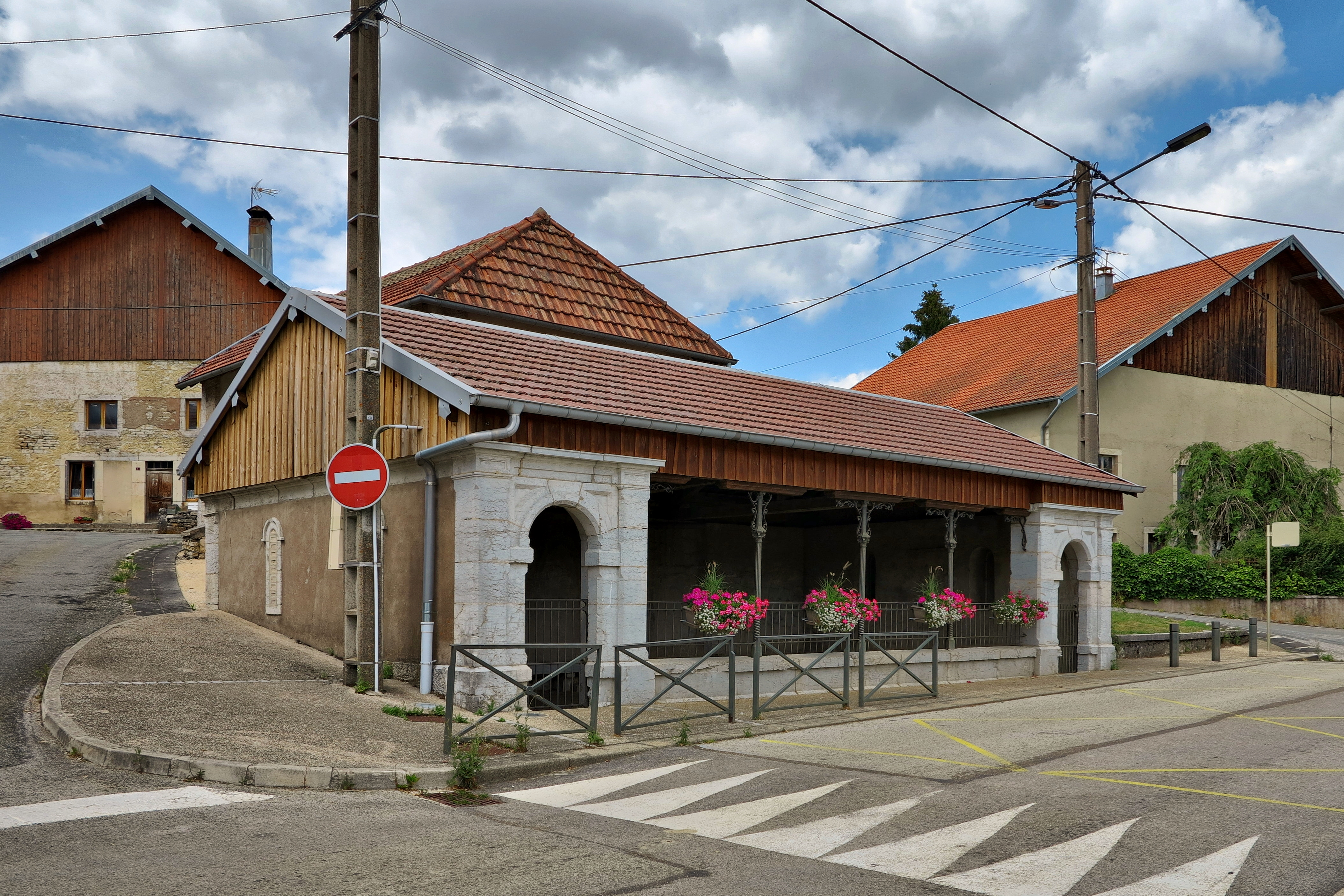
Le lavoir de Chasnans.
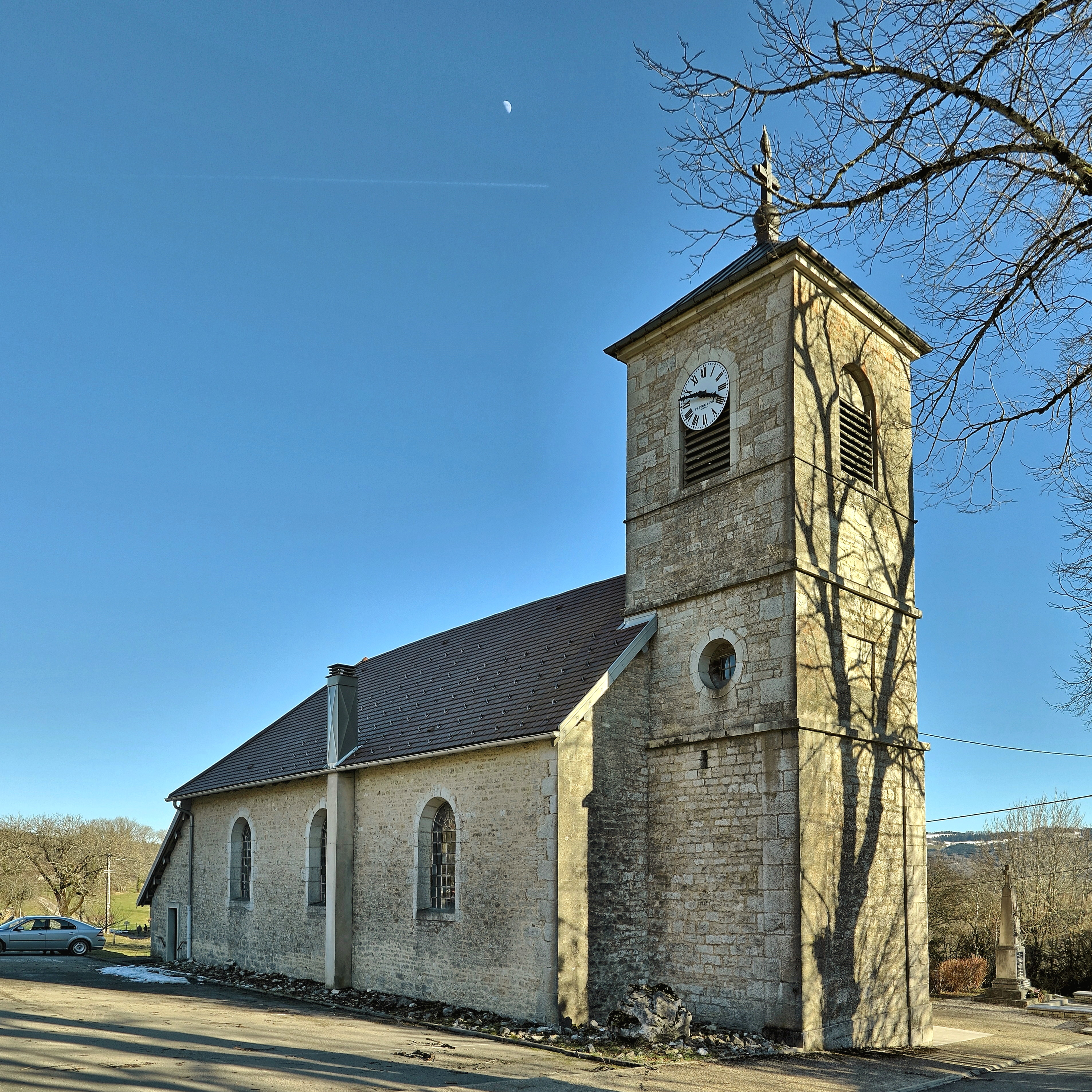
L'église de Hautepierre.
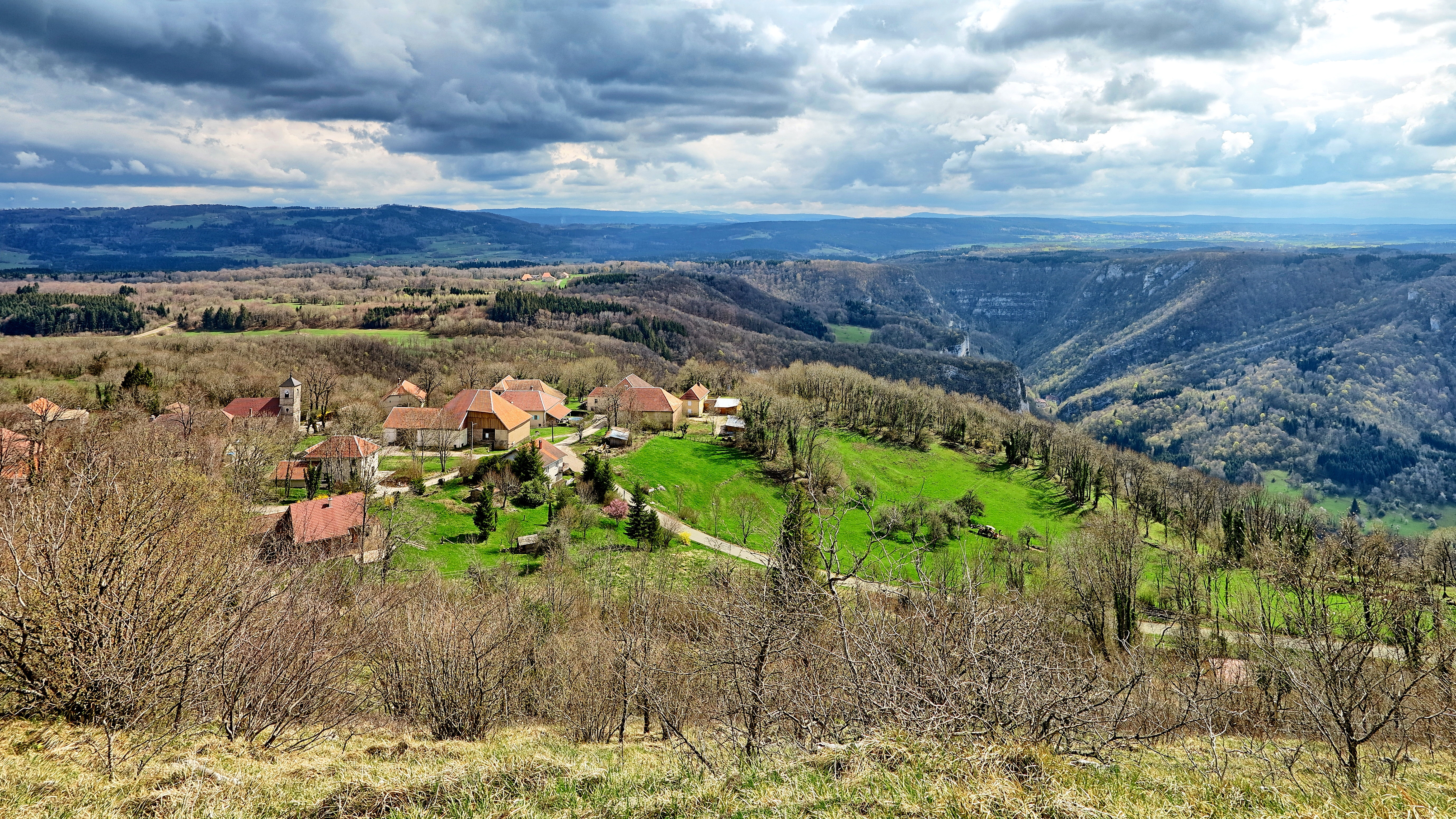
Le village de Hautepierre.

_________________________________________Nods_______________________________________________
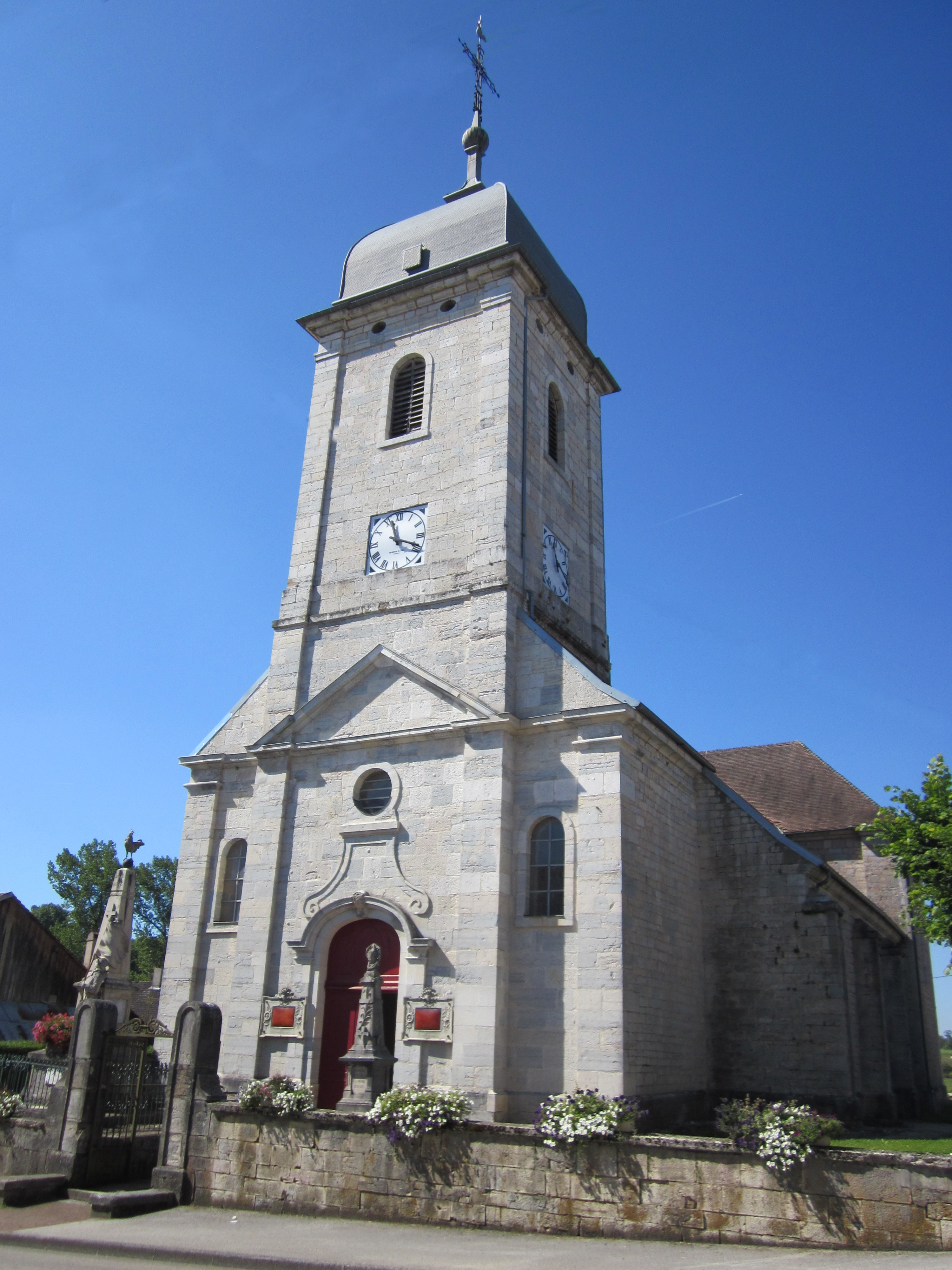
Église de Nods.
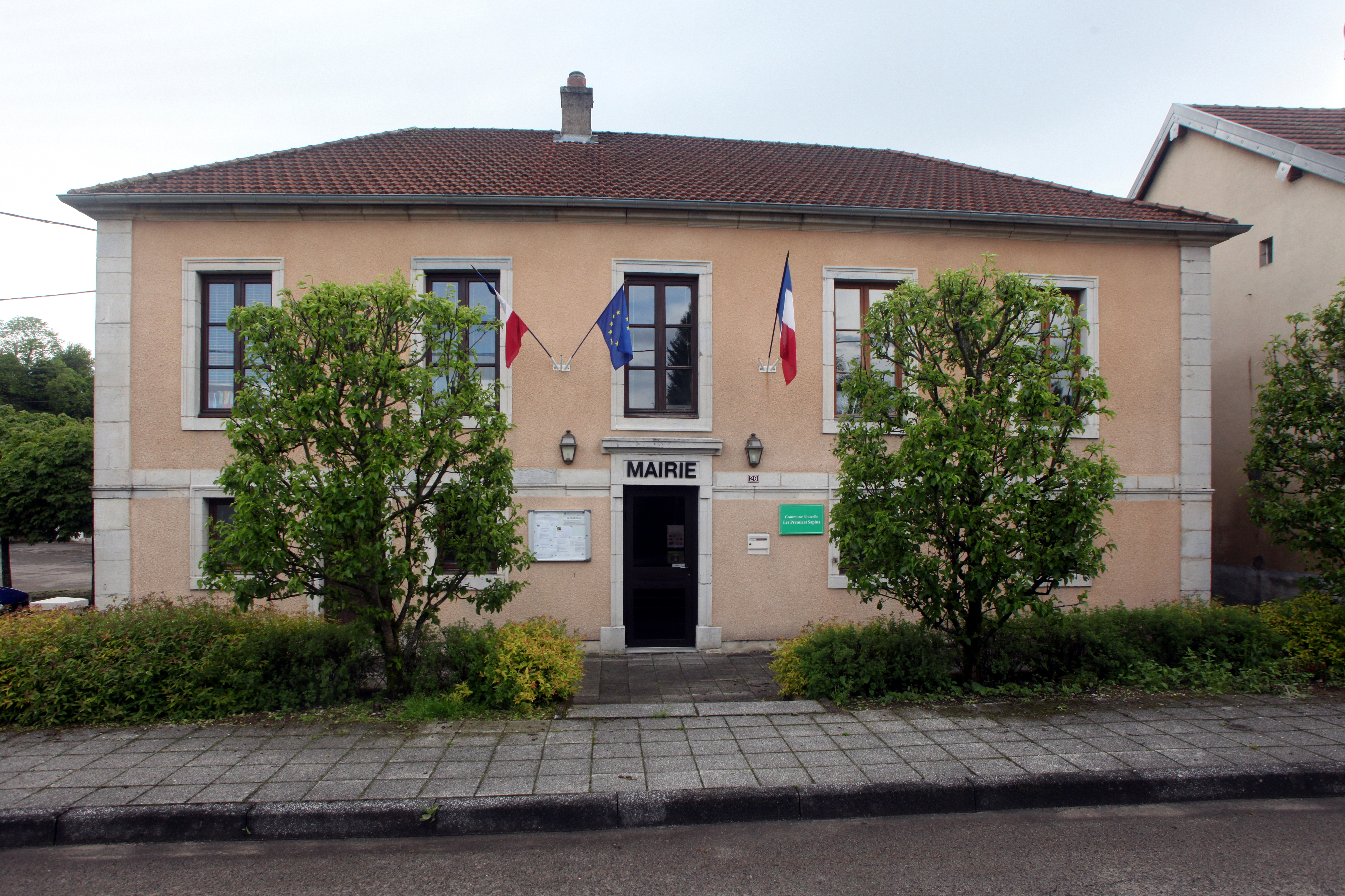
Mairie de Nods.
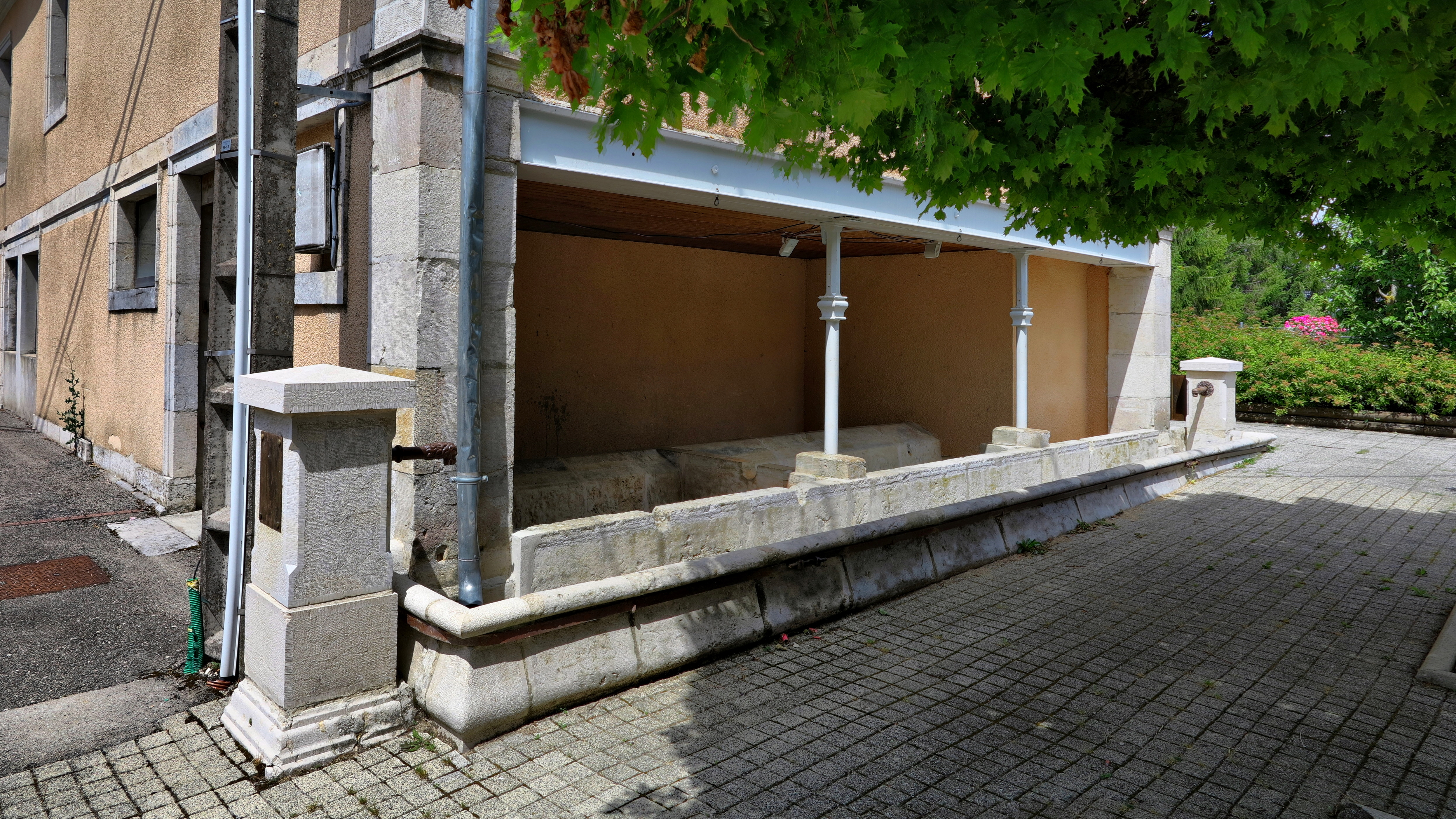
La mairie-lavoir de Nods.
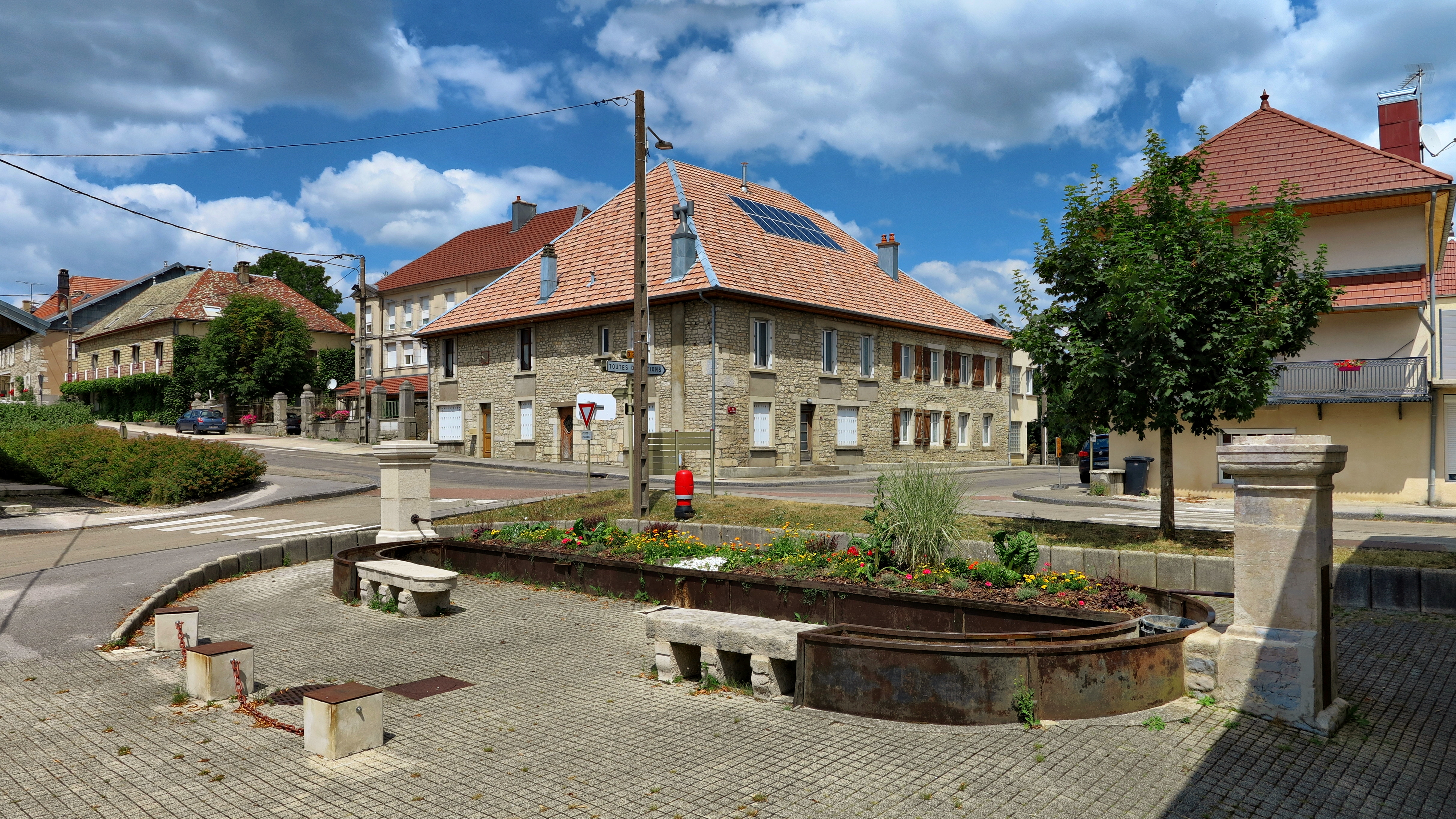
La fontaine-lavoir-abreuvoir de Nods.

__________Rantechaux___________ __________________Vanclans____________________
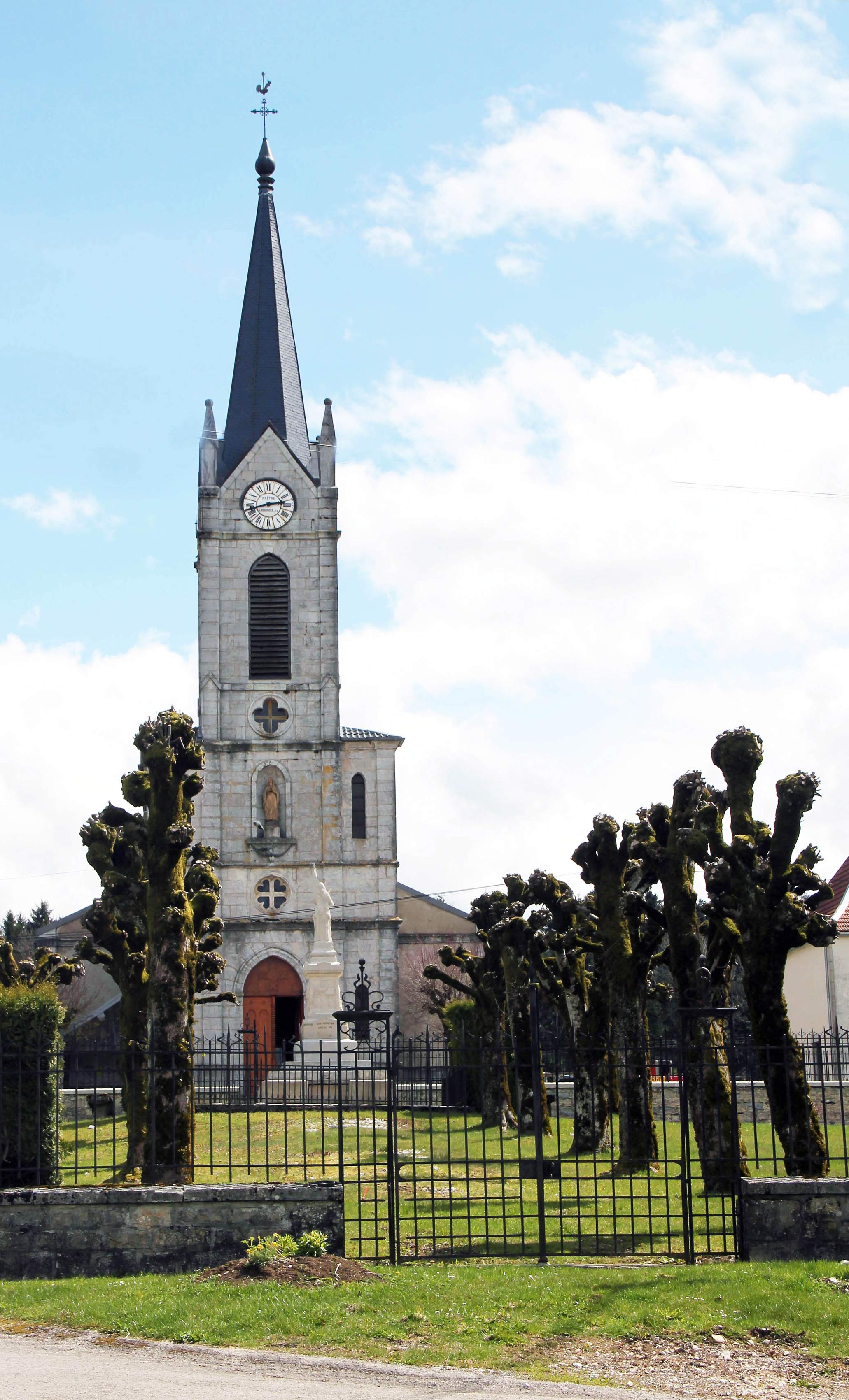
Église de Rantechaux.
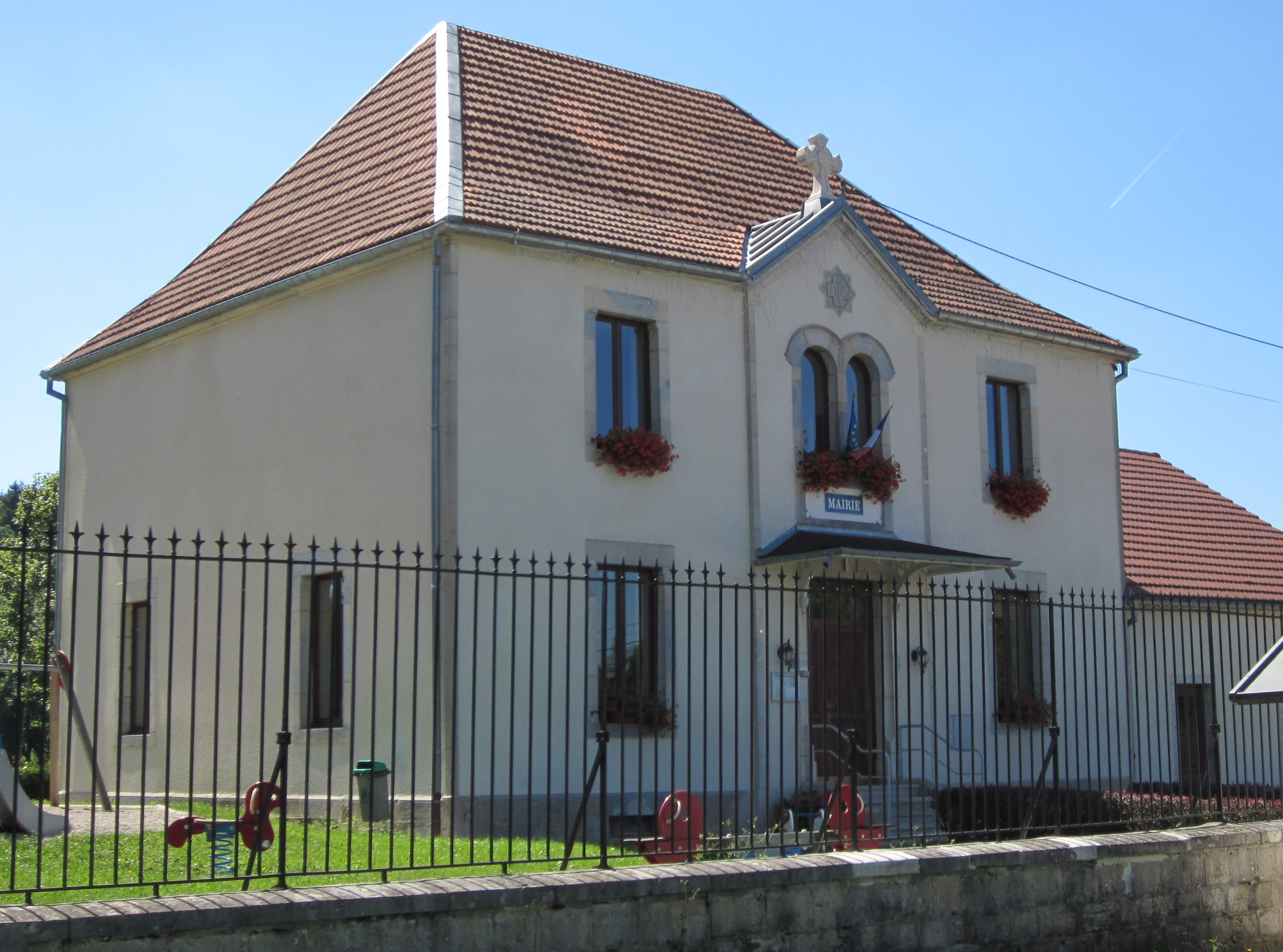
Mairie de Rantechaux.
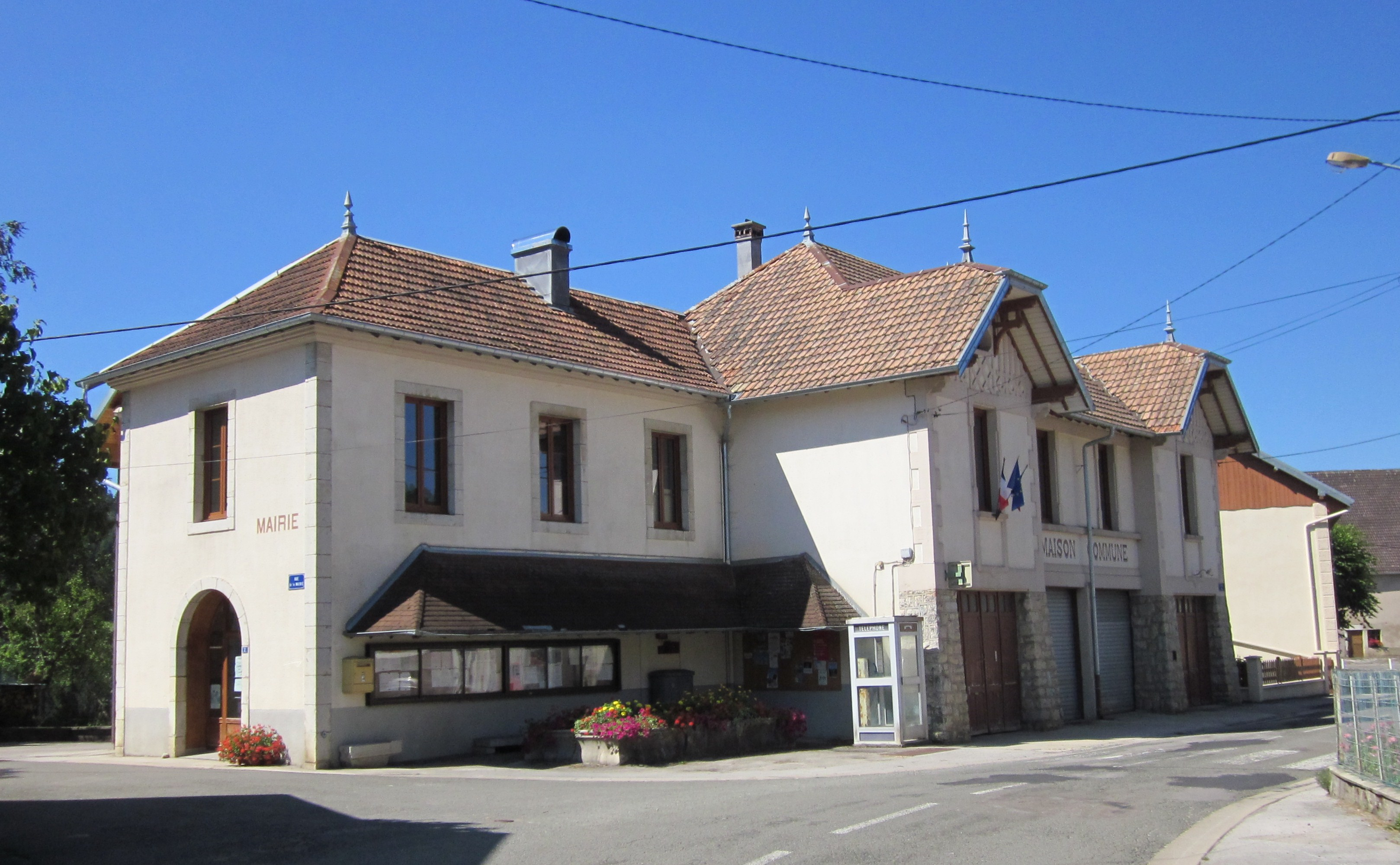
Mairie de Vanclans.
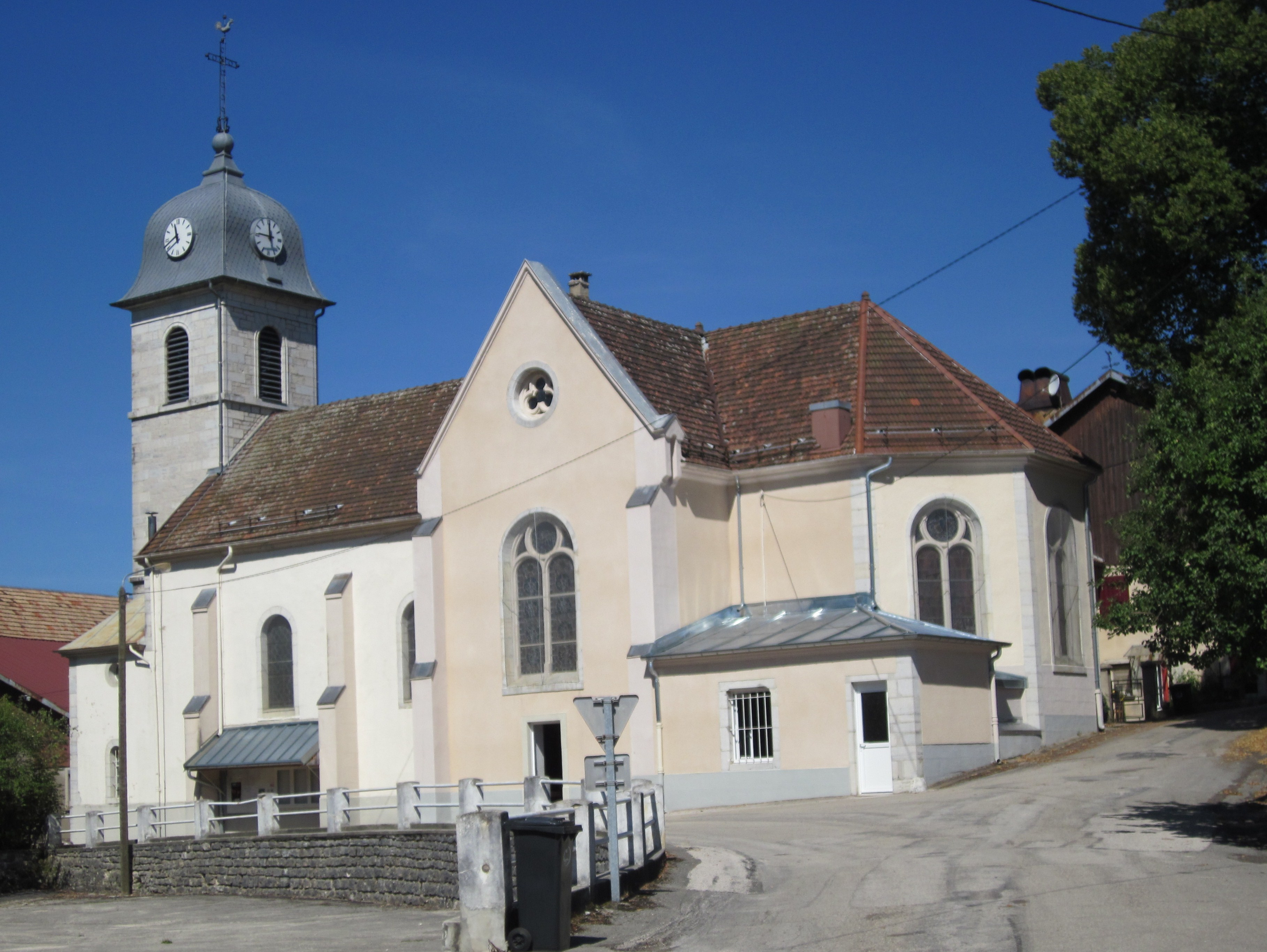
Église de Vanclans.

### Personnalités liées à la commune
- Victor Proudhon, juriste français, est né à Chasnans le 1er février 1758 et a été scolarisé à l'école de Nods de 9 à 15 ans.
- Émile Lonchampt, poète, venait passer ses vacances chaque année à Hautepierre à la "ferme des roses".
- Jean-Raymond Tournoux, journaliste parlementaire, est inhumé à Rantechaux, pays de ses ancêtres.